# Dysphorie
Als Dysphorie (von altgriechisch δύσφορος (dúsphoros) ‚schmerzlich‘; von δυσ- (dus-) ‚schlecht, schwer‘ und φέρω (phérō) ‚ertragen‘) wird eine Störung des emotionalen Erlebens (Affektivität) bezeichnet, die durch eine ängstlich-bedrückte, traurig-gereizte Stimmungslage charakterisiert ist. Die Betroffenen erleben sich dabei als unzufrieden, schlecht gelaunt, misslaunig oder missgestimmt, mürrisch, verdrossen oder verärgert bzw. werden so wahrgenommen.
Es handelt sich meist um eine Alltagsverstimmung ohne Krankheitswert; gelegentlich kann Dysphorie jedoch als Symptom im Rahmen von Krankheiten oder als Folge davon auftreten. Die Dysphorie bildet das sprachliche Gegenstück (Antonym) zur Euphorie.

## Psychopathologie

### ICD-11
In die im Jahr 2022 in Kraft getretene ICD-11 hielt die Dysphorie als eigenständige Diagnose Einzug. Diese ist unter der Kategorie „Symptome, Zeichen oder klinische Befunde, die die Psyche oder das Verhalten betreffen“ zu finden. Sie wird wie folgt definiert:
„Ein unangenehmer affektiver Zustand, der Gefühle von Depression, Angst, Unzufriedenheit, Reizbarkeit und Unglücklichsein umfassen kann.“

### Mögliche Erscheinungen
Eine anhaltende Dysphorie kann als Folge vielfältiger körperlicher und psychischer Erkrankungen, beispielsweise einer Posttraumatischen Belastungsstörung (PTBS) entstehen. Diese kann die Ausprägung einer komorbiden Depression annehmen.
Sie wird unter anderem bei den folgenden Gesundheitszuständen als symptomatische Stimmungsänderung beobachtet:
- beim prämenstruellen Syndrom (PMS) und der prämenstruellen dysphorischen Störung (PMDS),[7]
- der Posttraumatischen Belastungsstörung (PTBS) und Komplexen Posttraumatischen Belastungsstörung (komplexe PTBS),
- der Borderline-Persönlichkeitsstörung (BPS),
- der bipolaren affektiven Störung (BAS),
- bei Depressionen,
- bei hirnorganischen Erkrankungen,
- Intoxikationen,
- Entzugssyndromen,
- im Rahmen von Geschlechtsinkongruenz (Geschlechtsdysphorie)[8] und
- beim Einatmen von reinem Lachgas.